# Маріїнський сквер
47°45′19″ пн. ш. 27°55′31″ сх. д. / 47.755277777778° пн. ш. 27.925277777778° сх. д.
Маріїнський сквер (рум. Scuarul Maria) розташований у центральній історичній частині міста Бєльці між вулицями Московською (схід), Пушкіна (південь) і Садов'яну (захід), прилягає на півночі до готелю «Белць», займаючи площу 32 767 м² із зовнішнім периметром в 805 м.
В радянські й пострадянські часи умовно називався парком Пушкіна, потім парком Андрієш. Без зазначеня цих назв визнаний пам'ятою архітектури і включений під номером 38 у розділ Бєльці до переліку пам'яток Молдови, які охороняє держава. Будівництво будь-яких об'єктів на його території не передбачено містобудівними документами.

## Історія закладення та назви

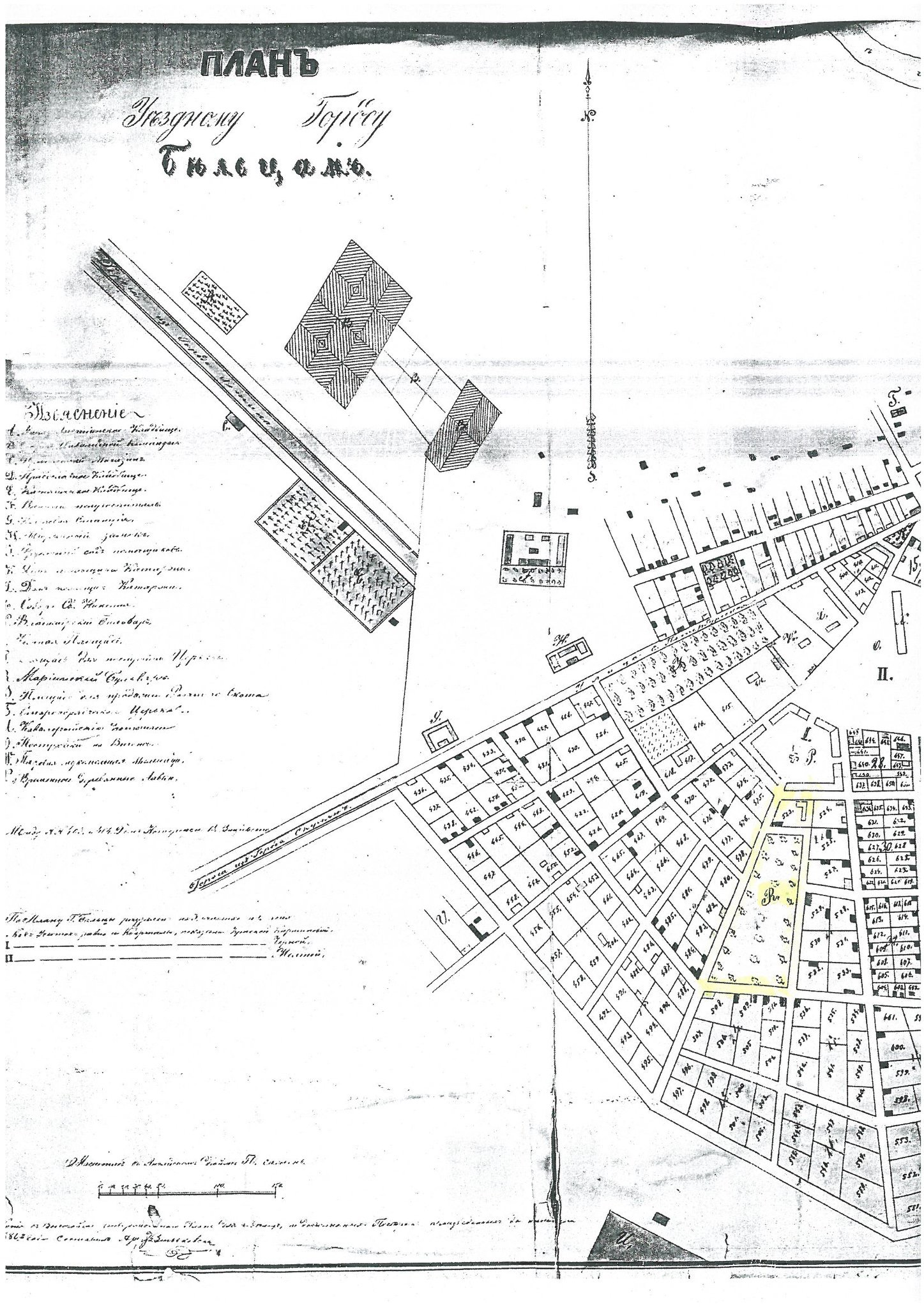
Перший генеральний план міста, затверджений Миколою I 9 лютого 1845 року

Парк, як громадський сад французької паркової школи разом з оранжереєю й доріжками правильних геометричних форм, закладено 1818 року. Розташування саду підтверджує перший генеральний план міста від 1845 року, затверджений російським імператором Миколою I. Після зупинки в Бєльцях 1856 року імператриці Марії Олександрівни сад стали називати її ім'ям, його зберегла в початковому вигляді онука Марії — королева Румунії Марія в період Румунського королівства.

## Радянський час
За радянських часів, після переходу Бельців під юрисдикцію СРСР, не згадували про зв'язок парку з королівськими домами Європи: домом Романових, Гессенським домом, Саксен-Кобург-Готською династією і Гогенцоллернами-Зігмарінгенами. Термін громадський сад також припинили використовувати, а парк стали називати «Парком Пушкіна». На початку 1960-х у парку почали встановлювати атракціони, які перекрили геометричну конструкцію симетричних доріжок парку.
На початку радянського періоду сільвікультурою парку займалася міська рада, поступово паркова культура в парку занепала без регулярного підрізання чагарників і дерев. У 2018 року примерія Бельців спробувала повністю зрубати кілька дерев, хоча регулярне підрізання рослин, відповідне споконвічному типу парку — регулярного парку французької паркової школи, не зроблено донині[коли?].
Наприкінці 1980-х років з тильного боку парку (вулиця Московська) зведено будівлю Бельцького відділення КДБ у стилі соціалістичного реалізму.

## Пострадянський час
Епоха незалежної Молдови супроводжувалась продовженням деградації сільвікультури парку, зникненням історичних симетричних пішохідних доріжок, зокрема колової доріжки, яку перекрили численні ресторани.
Понад 6 гектарів усіх бельцьких парків перебувають, в обхід публічного тендеру, у власності приватних власників розважальних закладів, при тому що в бюджет примерії Бельців надходять незначні суми за оренду площ.
У парку побудовано 4 ресторани і кафе. Хоча Державна інспекція 2015 року призупинила будівельні роботи, останню четверту двоповерхову будівлю завершено.
Інша двоповерхова будівля ресторану «Малюк» належить дружині члена муніципальної ради «Нашої партії» Володимира Гула, який є одночасно головою консультативної комісії в цій області і членом міської ради Бельців, яка досліджує пропозиції компаній щодо будівництва в місті. Земельну ділянку площею 0,0294 га, на якій розміщено кафе «Малюк», що належить родині Гула, компанія придбала всього за 4647 MDL (240 EUR).
Дозволи на будівництво в парках видали різні примари, а саме Василь Панчук і Ренато Усатий.